# 佐々木真理絵
佐々木 真理絵（ささき まりえ、1987年8月24日 - ）は、日本のスポーツ通訳（英語）、スポーツチームマネージャー。

## 来歴
京都府出身。中学生の時に2002 FIFAワールドカップでフィリップ・トルシエの通訳を務めたフローラン・ダバディから、スポーツの通訳という仕事に興味を抱く。高校生の時に、学校のプログラムでニュージーランドへ3週間留学。龍谷大学経営学部に進学。大学時代はラクロスに熱中した。また大学3年生の時にはアメリカ合衆国に留学した。
大学卒業後は「英語にかかわる仕事がしたい」という理由で英会話スクールに就職し、営業職に就く。最初の勤務先にはネイティブの英語講師も不在だったため、2年でネイティブ講師のいる別のスクールに転職したものの、仕事内容（講師のスケジュール管理、事務）に合わないものを感じる。スポーツの通訳を仕事にしたいと考え、TOEICのスコアが820点程度ながら履歴書を送ることを続けていた。
2013年、日本プロバスケットボールリーグ（BJリーグ）に所属する大阪エヴェッサに通訳兼チームマネージャーとして入団する。最初の通訳の場となったエヴェッサでは英語力の不足や専門用語の知識不足を痛感したという。
2014年、出身地にある京都ハンナリーズから声がかかって移籍し、2015-2016シーズンまでの2シーズン、マネージャーとして在籍した。
2016年、男子Vプレミアリーグに所属していたパナソニックパンサーズへ通訳として入団する。ミハウ・クビアク（当時バレーボールポーランド男子代表キャプテン）と、ブラジル出身のコーチマウリシオ・パエスの通訳として2シーズン在籍した。2人の母語はいずれも英語ではない上、マウリシオから選手への指示には専門用語も多いハードな環境だったが、後者については清水邦広や福澤達哉らのベテラン選手が佐々木の翻訳を支援したという。2年目の2017-18年シーズンには、チームは6年ぶり3回目のシーズン3冠を達成している。
日本開催のバレーボール国際大会では、2018年バレーボール女子世界選手権ではトリニダード・トバゴ女子代表、2019年ワールドカップバレーボールでは、オランダ女子代表の通訳を、それぞれ担当した。
2020年のシーズン途中、ジャパン・プロフェッショナル・バスケットボールリーグ（Bリーグ）所属となった京都ハンナリーズに通訳兼マネージャーとして復帰し、シーズン終了まで在籍した。
2021年11月、スキークロス選手からの依頼でFISカップに帯同し、オーストリア、フランスのアルプスで選手の語学サポートや生活サポートをしながら過ごした。
2022年5月、バスケットボール女子日本代表チームのマネージャーに就任。同年、オーストラリアで開催された2022年FIBA女子バスケットボール・ワールドカップにも帯同した。
2023年6月、母校である龍谷大学とフォーダム大学の女子バレーボール部交流戦のコーディネーターを務めた。
2024年時点ではフリーランス。
テレビ東京の番組「YOUは何しに日本へ?」の通訳をしていた。
バレーボール雑誌「NEXt」でインタビューの通訳を務めた。

## ラジオ出演
- KissFMキャリアシェアサービス 「shabell presents 槙野智章の夢しゃべるっ！」 第13回（2022年6月30日）ゲスト出演
- αステーション FM Kyoto 「LIFT」2015年11月25日 ゲスト出演